# Stanáková
Stanáková je jedna z mnohých osad obce Valaská Belá, v okrese Prievidza.
Leží v údolí Nitrice ve Strážovských vrších. Okolí osady je krasovou oblastí s množstvím skalních útvarů a jeskyněmi. Cesta do Valaské Belé prochází úzkým kaňonem, který vytvořila Nitrica. Kaňon je chráněným územím (PP Prielom Nitrice).
Osada se rozkládá u silnice II/574, 3 km severozápadně od středu obce.